# 元显和 (元禧之子)
元显和，北魏宗室。他是魏献文帝的孙子，咸阳王元禧的儿子。
元禧在史书记载中有八个儿子。元禧被魏宣武帝赐死，元显和的大哥元通同时被杀。元晔的二哥元翼被赦免后，诣阙上书，求葬其父。历年泣请，宣武帝不许。元翼与弟元昌、元晔投奔南梁萧衍。元翼的弟弟元显和，元昌的弟弟元树，后来也投奔南梁。兄弟五人到南梁，元显和最后在江南去世。